# Stazione di Nakanoshima (Osaka)
La stazione di Nakanoshima (中之島駅?, Nakanoshima-eki) è una stazione ferroviaria delle Ferrovie Keihan situata nel quartiere di Kita-ku di Osaka, in Giappone. La stazione è il termine della linea Keihan Nakanoshima ed è dotata di 3 binari tronchi. A volte la stazione è accompagnata dal nome Centro conferenze internazionale di Osaka (大阪国際会議場?, Ōsaka Kokusai Kaigijō).

## Linee e servizi

### Treni
Ferrovie Keihan
● Linea Keihan Nakanoshima

## Struttura
La stazione è costituita da tre binari tronchi situati in sotterraneo
| 1 | ● Linea Keihan Nakanoshima | per Kyōbashi, Hirakatashi, Chūshojima, Sanjō e Demachiyanagi (ora di punta) |
| 2 | ● Linea Keihan Nakanoshima | per Kyōbashi, Hirakatashi, Chūshojima, Sanjō e Demachiyanagi                |
| 3 | ● Linea Keihan Nakanoshima | treni extra                                                                 |

## Stazioni adiacenti
| «                        | Servizio                 | »                        |
| Linea Keihan Nakanoshima | Linea Keihan Nakanoshima | Linea Keihan Nakanoshima |
| ------------------------ | ------------------------ | ------------------------ |
| Capolinea                | Tutti i treni            | Watanabebashi            |